# Almanach Prowincjonalny
Almanach Prowincjonalny – półrocznik literacko-społeczny, wydawany przez Raciborskie Centrum Kultury w Raciborzu. Redaktorem naczelnym jest Marek Rapnicki.  
Z pismem stale współpracują: Szymon Babuchowski (Katowice), Václav Burian (Ołomuniec), Miloš Doležal (Praga), Sławomir Janowski, Krzysztof Lisowski (Kraków), ks. Jerzy Szymik (Katowice), ks. Alfred M. Wierzbicki (Lublin).
Na łamach pisma gościli m.in.: Adam Zagajewski, Julian Kornhauser, Janusz Szuber, Ewa Lipska, Wojciech Wencel, Przemysław Dakowicz, Leszek Długosz, ks. Jerzy Szymik, Ernest Bryll.
Każdy nowy numer Almanachu inauguruje wieczór poetycki, połączony każdorazowo z koncertami, wystawami malarskimi oraz fotograficznymi.
13 maja 2017 roku odbył się wieczór promocyjny 25 numeru czasopisma.